# Championnat de Suisse féminin de football de deuxième division 2023-2024
Navigation
LNB 2022-2023 LNB 2024-2025
La Ligue nationale B 2023-2024 est la deuxième division du championnat de Suisse féminin de football pour la saison 2023-2024, opposant dix clubs de football féminin de Suisse. Les équipes se rencontrent deux fois en match aller et retour. Le Frauenteam Thoune Oberland bernois a été promu en première division à la fin de la saison précédente à la place du FC Yverdon Sport, tandis que le FC Winterthour et Étoile Carouge FC sont les deux promus de troisième division.
Le deux meilleures équipes de la saison régulière (en dehors du FC Zurich M21 qui est inéligible car le FC Zurich a déjà une équipe en première division) affrontent les deux moins bonnes équipes de Super League dans un tour de promotion/relégation tandis que les huit autres équipes luttent contre la relégation.
À l'issue de la saison, les deux dernières équipes du classement sont reléguées en troisième division.

## Format
Le deux meilleures équipes de la saison régulière (en dehors du FC Zurich M21 qui est inéligible car le FC Zurich a déjà une équipe en première division) affrontent les deux moins bonnes équipes de Super League dans un tour de promotion/relégation tandis que les huit autres équipes luttent contre la relégation. Durant le tour contre la relégation, chaque équipe affronte une fois toutes les autres ; il n'y a pas de match retour.
À l'issue de la saison, les deux dernières équipes du classement sont reléguées. Cependant, en raison du retrait du FC Zurich M21 en fin de saison, le FC Küssnacht am Rigi, neuvième et initialement relégué est repêché.

## Clubs participants
Le FC Yverdon Sport est le relégué de première division, tandis que le FC Winterthour et Étoile Carouge FC sont les deux promus de troisième division.
| \| FC Bienne Étoile · Carouge FC FC Küssnacht a/R FC Schlieren FC Soleure FC Sion FC Wil FC Winterthour FC Yverdon Sport FC Zurich M21 \| Localisation des clubs engagés dans le championnat. |
| FC Bienne Étoile · Carouge FC FC Küssnacht a/R FC Schlieren FC Soleure FC Sion FC Wil FC Winterthour FC Yverdon Sport FC Zurich M21                                                           |

| Club              | Stade                     | Entraîneur            |
| ----------------- | ------------------------- | --------------------- |
| FC Biel-Bienne    | Tissot Arena, Bienne      | Albert Liebl          |
| Étoile Carouge FC | Stade de la Fontenette    | Benamar Belabbas      |
| FC Küssnacht a/R  | Luterbach                 | Marcel Sommerhalder   |
| FC Schlieren      | Zelgli                    | Alessandro Vicedomini |
| FC Sion           | Ancien Stand              | José Casas            |
| FC Soleure        | Stadion FC Solothurn      | Julien Ceccon         |
| FC Wil            | Sportpark Bergholz        | Florian Holenstein    |
| FC Winterthour    | Stade de la Schützenwiese | Markus Wanner         |
| FC Yverdon Sport  | Stade municipal           | Arnaud Vialatte       |
| FC Zurich M21     | Sportanlage Heerenschürli | Costa Vettas          |

### Changements d'entraîneur
| Équipe         | Entraîneur partant                    | Motif du départ                    | Date de départ   | Position   | Remplacé par                          | Date d'entrée en fonction |
| -------------- | ------------------------------------- | ---------------------------------- | ---------------- | ---------- | ------------------------------------- | ------------------------- |
| FC Biel-Bienne | Nicola Mastroianni                    | Commun accord                      | 30 juin 2023     | Pré-saison | Giancarlo Tocchini                    | 1er juillet 2023          |
| FC Sion        | Julien Marendaz                       | Signé par le FC La Sarraz/Eclépens | 30 juin 2023     | Pré-saison | Antonio Maregrande                    | 1er juillet 2023          |
| FC Biel-Bienne | Giancarlo Tocchini                    | Renvoi                             | octobre 2023     | 10e        | Naomi Bünger et Lukas Sturm (intérim) | octobre 2023              |
| Étoile Carouge | Granit Abdyli                         | Renvoi                             | 22 décembre 2023 | 9e         | Benammar Belabbas (intérim)           | 22 décembre 2023          |
| FC Biel-Bienne | Naomi Bünger et Lukas Sturm (intérim) | Fin d'intérim                      | 31 décembre 2023 | 10e        | Albert Liebl                          | 1er janvier 2024          |
| FC Sion        | Antonio Maregrande                    | Commun accord                      | 7 mars 2024      | 4e         | José Casas                            | 7 mars 2024               |

## Saison régulière
Lors de la dernière journée avant la pause hivernale, le match entre le FC Schlieren et le FC Wil est reporté en raison d'un terrain impraticable.
À la trêve hivernale, le FC Zurich M21 mène le championnat avec un point d'avance sur le FC Sion.
Le FC Wil est sacré champion de la saison régulière.

### Classement
| Rang | Équipe              | Pts | J  | G  | N | P  | Bp | Bc | Diff |
| ---- | ------------------- | --- | -- | -- | - | -- | -- | -- | ---- |
| 1    | FC Wil              | 38  | 18 | 12 | 2 | 4  | 39 | 20 | +19  |
| 2    | FC Zurich M21       | 36  | 18 | 11 | 3 | 4  | 38 | 17 | +21  |
| 3    | FC Sion             | 35  | 18 | 11 | 2 | 5  | 41 | 26 | +15  |
| 4    | FC Yverdon Sport R  | 33  | 18 | 9  | 6 | 3  | 35 | 17 | +18  |
| 5    | FC Soleure          | 32  | 18 | 9  | 5 | 4  | 22 | 11 | +11  |
| 6    | Étoile Carouge FC P | 24  | 18 | 8  | 0 | 10 | 29 | 42 | -13  |
| 7    | FC Winterthour P    | 20  | 18 | 6  | 2 | 10 | 25 | 37 | -12  |
| 8    | FC Schlieren        | 19  | 18 | 6  | 1 | 11 | 19 | 30 | -11  |
| 9    | FC Küssnacht a/R    | 17  | 18 | 4  | 5 | 9  | 20 | 29 | -9   |
| 10   | FC Biel-Bienne      | 2   | 18 | 0  | 2 | 16 | 10 | 49 | -39  |

Légende
- Qualification pour les play-offs de promotion/relégation pour la Super League 2023-2024
- Barrages de relégation

Abréviations
P : Promues

R : Reléguées

### Résultats
| Résultats (▼dom., ►ext.)                                   | BIE | CAR | KUS | SCH | SIO | SOL | WIL | WIN | YVE | ZUR |
| FC Biel-Bienne                                             |     | 0-6 | 0-0 | 0-2 | 1-2 | 0-1 | 0-1 | 2-3 | 1-4 | 0-1 |
| Étoile Carouge FC                                          | 3-2 |     | 0-1 | 2-1 | 1-3 | 2-0 | 2-3 | 1-5 | 1-3 | 2-1 |
| FC Küssnacht a/R                                           | 0-0 | 4-0 |     | 0-2 | 0-4 | 1-0 | 1-4 | 5-0 | 2-6 | 1-2 |
| FC Schlieren                                               | 4-1 | 0-1 | 1-0 |     | 1-1 | 0-1 | 3-5 | 1-0 | 1-5 | 1-4 |
| FC Sion                                                    | 3-0 | 5-3 | 3-1 | 3-0 |     | 3-2 | 2-0 | 3-1 | 1-1 | 2-3 |
| FC Soleure                                                 | 4-0 | 4-0 | 0-0 | 1-0 | 1-0 |     | 2-1 | 1-1 | 1-0 | 0-0 |
| FC Wil                                                     | 4-1 | 4-0 | 3-2 | 1-2 | 3-1 | 1-0 |     | 3-0 | 1-1 | 3-0 |
| FC Winterthour                                             | 2-0 | 1-4 | 2-2 | 2-0 | 1-4 | 0-2 | 1-2 |     | 2-0 | 2-1 |
| FC Yverdon Sport                                           | 2-1 | 0-1 | 0-0 | 2-0 | 3-0 | 1-1 | 0-0 | 4-2 |     | 2-2 |
| FC Zurich M21                                              | 7-1 | 5-0 | 2-0 | 1-0 | 4-1 | 1-1 | 2-0 | 2-0 | 0-1 |     |
| - Victoire à domicile - Match nul - Victoire à l'extérieur |     |     |     |     |     |     |     |     |     |     |

Lors de la quinzième journée, le match Wil-Zurich M21 se termine sur le score de 1-1 mais les Zurichoises ayant aligné une joueuse inéligible, un forfait est finalement accordé aux joueuses de Wil.

### Statistiques

#### Évolution du classement
| Journée →/Équipe ↓ | 1  | 2  | 3  | 4  | 5  | 6  | 7  | 8  | 9  | 10 | 11 | 12 | 13 | 14 | 15 | 16 | 17 | 18 | bar. |
| ------------------ | -- | -- | -- | -- | -- | -- | -- | -- | -- | -- | -- | -- | -- | -- | -- | -- | -- | -- | ---- |
| FC Biel-Bienne     | 10 | 9  | 10 | 10 | 10 | 10 | 10 | 10 | 10 | 10 | 10 | 10 | 10 | 10 | 10 | 10 | 10 | 10 |      |
| Étoile Carouge FC  | 4  | 2  | 5  | 6  | 6  | 5  | 7  | 7  | 8  | 9  | 8  | 8  | 8  | 9  | 9  | 7  | 6  | 6  | 1    |
| FC Küssnacht a/R   | 6  | 8  | 8  | 7  | 7  | 8  | 8  | 9  | 9  | 8  | 9  | 9  | 9  | 8  | 8  | 9  | 9  | 9  |      |
| FC Schlieren       | 3  | 6  | 4  | 3  | 1  | 3  | 4  | 6  | 6  | 7  | 7  | 6  | 6  | 6  | 6  | 8  | 8  | 8  | 4    |
| FC Sion            | 1  | 1  | 2  | 4  | 4  | 2  | 3  | 2  | 2  | 2  | 1  | 1  | 4  | 2  | 4  | 2  | 3  | 3  | 14   |
| FC Soleure         | 5  | 4  | 6  | 5  | 5  | 7  | 6  | 5  | 4  | 5  | 4  | 4  | 3  | 4  | 2  | 4  | 5  | 5  | 2    |
| FC Wil             | 7  | 5  | 3  | 2  | 3  | 4  | 2  | 4  | 3  | 3  | 3  | 3  | 1  | 1  | 1  | 3  | 2  | 1  | 14   |
| FC Winterthour     | 9  | 10 | 9  | 9  | 9  | 9  | 9  | 8  | 7  | 6  | 6  | 7  | 7  | 7  | 7  | 6  | 7  | 7  |      |
| FC Yverdon Sport   | 8  | 7  | 7  | 8  | 8  | 6  | 5  | 3  | 5  | 4  | 5  | 5  | 5  | 5  | 5  | 5  | 4  | 4  | 1    |
| FC Zurich M21      | 2  | 3  | 1  | 1  | 2  | 1  | 1  | 1  | 1  | 1  | 2  | 2  | 2  | 3  | 3  | 1  | 1  | 2  |      |

1. ↑  Le match Schlieren-Wil est reporté en raison d'un terrain impraticable[23]. Le matchs a lieu le 5 mars entre la 13e et 14e journée.
2. ↑  Le match Étoile Carouge-FC Zurich M21 est reporté en raison de la participation des Carougeoises aux quarts de finale de la coupe de Suisse. Le matchs a lieu le 6 avril entre la 17e et 18e journée.

#### Résultats par match
| Journée ╱ Équipe  | 1 | 2 | 3 | 4 | 5 | 6 | 7 | 8 | 9 | 10 | 11 | 12 | 13 | 14 | 15 | 16 | 17 | 18 |
| ----------------- | - | - | - | - | - | - | - | - | - | -- | -- | -- | -- | -- | -- | -- | -- | -- |
| FC Biel-Bienne    | D | D | D | D | N | D | D | D | D | D  | D  | D  | D  | N  | D  | D  | D  | D  |
| Étoile Carouge FC | V | V | D | D | D | V | D | D | D | D  | V  | V  | D  | D  | V  | V  | V  | D  |
| FC Küssnacht a/R  | N | D | D | V | N | N | D | D | D | V  | D  | D  | V  | N  | V  | N  | D  | D  |
| FC Schlieren      | V | D | V | V | V | D | D | D | D | D  | D  | V  | V  | D  | D  | D  | N  | D  |
| FC Sion           | V | V | N | D | V | V | D | V | V | V  | V  | D  | D  | V  | D  | V  | N  | V  |
| FC Soleure        | N | V | N | N | N | D | V | V | V | D  | V  | V  | V  | N  | V  | D  | D  | V  |
| FC Wil            | D | V | V | V | N | D | V | D | V | V  | V  | V  | V  | N  | V  | D  | V  | V  |
| FC Winterthour    | D | D | N | D | D | N | V | V | V | V  | D  | D  | D  | V  | D  | V  | D  | D  |
| FC Yverdon Sport  | D | N | N | N | N | V | V | V | D | V  | V  | V  | D  | N  | V  | N  | V  | V  |
| FC Zurich M21     | V | N | V | V | N | V | V | V | V | D  | D  | D  | V  | N  | D  | V  | V  | V  |

#### Buts marqués par journée
Ce graphique représente le nombre de buts marqués lors de chaque journée.

## Phase finale
Les équipes gardent les points de la saison régulière.

## Statistiques

### Meilleures buteuses
Classement des meilleures buteuses final de la saison régulière.
|                    | Joueuse                | Club              | Buts |
| ------------------ | ---------------------- | ----------------- | ---- |
| Médaille d'or      | Elena van Niekerk      | FC Winterthour    | 16   |
| Médaille d'argent  | Maeva Sogan            | Étoile Carouge FC | 14   |
| Médaille de bronze | Yolanda von Rotz       | FC Soleure        | 9    |
| Médaille de bronze | Joyce Borini (en)      | FC Sion           | 9    |
| Médaille de bronze | Carina Da Costa Vilela | Yverdon Sport FC  | 9    |